# Kernesha Spann
Kernesha Spann (ur. 31 stycznia 1994) – trynidadzko-tobagijska lekkoatletka, sprinterka, płotkarka, wielokrotna medalistka CARIFTA Games i mistrzostw Ameryki Środkowej i Karaibów juniorów. 

## Osiągnięcia
| Rok  | Impreza                                           | Miejsce       | Konkurencja                     | Lokata     | Wynik   |
| ---- | ------------------------------------------------- | ------------- | ------------------------------- | ---------- | ------- |
| 2009 | CARIFTA Games                                     | Vieux Fort    | sztafeta 4 × 400 metrów         | 3. miejsce | 3:50,61 |
| 2010 | CARIFTA Games                                     | George Town   | bieg na 300 metrów przez płotki | 1. miejsce | 42,16   |
| 2010 | CARIFTA Games                                     | George Town   | sztafeta 4 × 400 metrów         | 2. miejsce | 3:46,61 |
| 2010 | Mistrzostwa Ameryki Środkowej i Karaibów juniorów | Santo Domingo | bieg na 300 metrów przez płotki | 1. miejsce | 43,22   |
| 2010 | Mistrzostwa Ameryki Środkowej i Karaibów juniorów | Santo Domingo | sztafeta 4 × 400 metrów         | 3. miejsce | 3:55,22 |
| 2010 | Igrzyska olimpijskie młodzieży                    | Singapur      | bieg na 400 metrów              | eliminacje | 57,57   |
| 2011 | CARIFTA Games                                     | Montego Bay   | bieg na 400 metrów przez płotki | 3. miejsce | 59,19   |
| 2011 | CARIFTA Games                                     | Montego Bay   | sztafeta 4 × 400 metrów         | 2. miejsce | 3:39,88 |
| 2011 | Mistrzostwa świata juniorów młodszych             | Lille         | bieg na 400 metrów przez płotki | półfinał   | 1:00,26 |
| 2012 | Mistrzostwa Ameryki Środkowej i Karaibów juniorów | San Salvador  | bieg na 400 metrów              | 3. miejsce | 54,52   |
| 2012 | Mistrzostwa Ameryki Środkowej i Karaibów juniorów | San Salvador  | bieg na 400 metrów przez płotki | 1. miejsce | 59,09   |
| 2012 | Mistrzostwa świata juniorów                       | Barcelona     | bieg na 400 metrów przez płotki | półfinał   | 1:00,63 |

## Rekordy życiowe
- Bieg na 200 metrów - 25,02 (2007)
- Bieg na 400 metrów - 54,35 (2012)
- Bieg na 300 metrów przez płotki - 42,16 (2010)
- Bieg na 400 metrów przez płotki - 58,61 (2012)